# Неудачный трах, или Безумное порно
«Неудачный трах, или Безу́мное по́рно» (рум. Babardeală cu bucluc sau porno balamuc) — румынский художественный фильм 2021 года режиссёра Раду Жуде, получивший главный приз 71-го Берлинского международного кинофестиваля. В российский прокат он должен был выйти под названием «Безумное кино для взрослых». Главные роли в картине сыграли Катя Паскарю, Клаудия Иеремия, Олимпия Малаи, Никодим Унгуряну.

## Сюжет
Фильм начинается со сцены секса, которую снимают на камеру. Позже видео каким-то образом попадает в Интернет, и у его героини, школьной учительницы истории по имени Эми, начинаются проблемы на работе. Её вызывают на родительское собрание, там звучат самые абсурдные заявления (среди участников есть фашисты, антисемиты, сексисты), и большинство голосует за то, чтобы учительница уволилась. В финале Эми внезапно оказывается в костюме супергероини и по очереди засовывает мужчинам в рот резиновый член.
Важную роль в сюжете играет «словарь современности». Это подборка колких замечаний на разные темы, связанные с румынской историей и её восприятием.

## В ролях
- Катя Паскарю — Эми
- Клаудия Иеремия — директор
- Олимпия Малаи — госпожа Луция
- Никодим Унгуряну — господин Джорджеску
- Йон Дикисяну — камео

## Создание и оценки
Фильм получил «Золотого медведя» на 71-м Берлинском международном кинофестивале. По словам Антона Долина, это был «самый экстремальный, хулиганский, политический и радикальный фильм программы». В июне 2021 года Министерство культуры РФ отказало фильму в выдаче прокатного удостоверения, мотивировав это пропагандой порнографии.
На сайте-агрегаторе отзывов Rotten Tomatoes картина получила рейтинг 90 %. Обозреватель «Фильм.ру» Ефим Гугнин охарактеризовал «Неудачный трах» как «очень смешной фильм», в котором Жуде «до конца оттачивает свой ни на что не похожий киноязык».